# Тунтутулиак (Аляска)
Тунтутулиак (англ. Tuntutuliak, центр. юпик Tuntutuliaq) — статистически обособленная местность в зоне переписи Бетел, штат Аляска (США). Согласно данным переписи населения 2010 года здесь проживает 408 человек.

## География
По данным Бюро переписи населения США, общая площадь Тунтутулиака составляет 309,2 км2 (30 920 га), из которых на сушу приходится 308,8 км2 (99,87 %), а на море — 0,4 км2 (0,13 %). Расположена в 5 км от р. Кускокуим, в 64 км от побережья Берингова моря, в 64 км к юго-западу от Бетела и в 708 км к западу от Анкориджа.
Летняя температура варьируется от +6 до +17 °C, зимняя составляет от −19 до −7 °C с экстремальными сдвигами −3 — −43 °C.

## История
Название с юпикского языка Tuntutuliaq переводится как место многих карибу. Поселение располагалось прежде 6 км восточнее современного местонахождения с населением 175 человек и называлось Quinaq, как отмечал в 1879 году Эдвард Нельсон.
В 1908 году Моравская церковь установила численность в 130 человек. В связи с оттоком населения открытая в 1909 году школа была закрыта и в 1917 году перенесена в Ик. Новую школу здесь открыли в 1957 году.
В 1920 году здесь открылся магазин, в 1923 — церковь Моравских братьев.

## Демография
По данным переписи 2000 года в Тунтутулиаке проживало 370 человек. Плотность населения составляла 3,1 человека на 1,2 км2; 97 единиц жилья при средней плотности 0,8 единиц на 0,3 км2. Расовый состав включал 0,81 % белых американцев, 98,92 % коренных американцев и 0,27 % представителей двух или более рас.
Из 84 домашних хозяйств 54,8 % имели детей моложе 18 лет, 57,1 % — это семейные пары, 16,7 % — матери-одиночки, 11,9 % — холостяки. 10,7 % — одинокие люди, из которых 1,2 % — лица старше 65 лет. В среднем состав одной семьи — 4,74 человека.
Возрастной разброс населения Тунтутулиака: 42,7 % — лица моложе 18 лет, 11,1 % — 18 — 24 года, 25,4 % — 25 — 44 лет, 15,4 % — 45 — 64, 5,4 % — от 65 лет. Средний возраст населения составил 23 года. На 100 женщин приходилось 110,2 мужчин, а на 100 женщин в возрасте от 18 лет — 109,9 мужчин.
Средний ежегодный доход семьи — 26 000 долларов США. В среднем, ежегодный доход мужчин — 38 750 долларов, а у женщин — 18 750 долларов. Доход на душу населения Тунтутулиака составил 7 918 долларов США в год. Около 27,3 % семей и 23,0 % населения находились за чертой бедности, из которых 29,1 % — это лица старше 18 и моложе 65 лет.